# Carlos Pérez Rial
Carlos Pérez Rial (Cangas do Morrazo, Espanya 1979) és un piragüista gallec, guanyador d'una medalla olímpica.

## Biografia
Va néixer el 12 d'abril de 1979 a la ciutat de Cangas do Morrazo, població gallega situada a la província de Pontevedra.

## Carrera esportiva
Va participar, als 25 anys, en els Jocs Olímpics d'Estiu de 2004 realitzats a Atenes (Grècia), on participà en la prova de K-1 500 metres, finalitzant en sisena posició en la semifinal. En els Jocs Olímpics d'Estiu de 2008 realitzats a Pequín (Xina), al costat de Saúl Craviotto, participà en la prova de K-2 500 metres i aconseguiren guanyar la medalla d'or.
Al llarg de la seva carrera ha guanyat 7 medalles en el Campionat del Món de piragüisme, entre elles tres medalles d'or i quatre medalles de plata. En el Campionat d'Europa de piragüisme ha guanyat set medalles: dos medalles d'or, quatre medalles de plata i una medalla de bronze. Així mateix guanyà la medalla plata en els Jocs del Mediterrani de 2005.